# اعتلال عضلة القلب الضخامي
اعتلال عضلة القلب الضخامي (بالإنجليزية: Hypertrophic Cardiomyopathy)‏ أو مايسمى بتضخم عضلة القلب المتراكز هو أحد الاعتلالات التي تُصيب العضلة القلبية وينتشر في مرضى فرط ضغط الدم ومرضى تضيق الصمام الأبهري. ويعود السبب لتضخم عضلة القلب التي تضطر لبذل جهد أكبر لضخ الدم أمام مقاومة أعلى من المعتاد، والمتمثلة في ارتفاع ضغط الدم في الدورة الدموية الكبرى أو بسبب الجهد المبذول في ضخ الدم خلال صمام قلبي متضيق. ويعتبر التضخم المتراكز المرحلة الأولى في اعتلال عضلة القلب زيادة الجهد. مع تقدم المرض فإن عضلة القلب ستعاني من الإرهاق مما يسبب الانتقال إلى مرحلة اعتلال عضلة القلب التوسعي والتي يرافقها توسع في العضلة القلبية، ونقصان في الكسر القذفي المعبر عن قوة العضلة القلبية.

## العلامات والأعراض
يختلف المسار السريري لاعتلال العضلة القلبية الضخامي؛ إذ لا يعاني الكثير من الأشخاص من أي أعراض أو قد يعانون من أعراض خفيفة، وقد لا يتظاهر المرض سريريًا لدى العديد من الأشخاص الذين يحملون جينات المرض. تشمل أعراض وعلامات اعتلال عضلة القلب الضخامي ما يلي:
- ضيق النفس بسبب تيبس البطينين ونقص امتلائهما بالدم.
- ألم في الصدر عند الجهد (يُعرَف أحيانًا باسم الذبحة الصدرية) بسبب انخفاض تدفق الدم إلى الشرايين التاجية.
- إحساس غير مريح بضربات القلب (خفقان).
- اضطراب السبيل الكهربائي عبر عضلة القلب غير الطبيعية.
- الشعور بالدوار.
- الضعف.
- الإغماء.
- الموت القلبي المفاجئ.[4]

يُعزى ضيق النفس إلى زيادة تصلب البطين الأيسر، الذي يعيق امتلاء البطينين ويقود إلى ارتفاع الضغط في البطين الأيسر والأذينة اليسرى، ما يسبب ضغطًا رجعيًا واحتقانًا خلاليًا في الرئتين. لا ترتبط الأعراض ارتباطًا وثيقًا بمدروج التدفق الخارج من البطين أو شدته. تحاكي الأعراض في كثير من الأحيان أعراض قصور القلب الاحتقاني (خاصةً عدم تحمل النشاط وضيق النفس)، ولكن يختلف العلاج بينهما. تُستخدم حاصرات بيتا في كلتا الحالتين، لكن يؤدي العلاج بمدرات البول -وهو الأساس في علاج قصور القلب الاحتقاني- إلى تفاقم أعراض اعتلال العضلة القلبية الضخامي الساد عن طريق تقليلها حجم الحمل القبلي (طليعة التحميل) للبطين، وبالتالي زيادة مقاومة التدفق الخارجي (انخفاض كمية الدم التي يجب أن تدفع الأنسجة الضخمة السادة).
تشمل عوامل الخطر الرئيسية للوفاة المفاجئة لدى الأفراد الذين يعانون من اعتلال عضلة القلب الضخامي وجود قصة سابقة لتوقف القلب أو الرجفان البطيني، والتسرع البطيني التلقائي المستمر، والتاريخ العائلي للوفاة المفاجئة المبكرة، والإغماء غير المفسر، وثخانة البطين الأيسر التي تتراوح بين 15 مليمتر إلى 30 مليمتر، وضغط الدم غير الطبيعي عند الإجهاد، والتسرع البطيني غير المستمر.
قد يكون النبض في الفحص البدني لمرضى اعتلال العضلة القلبية الضخامي من نمط «ذروة وقبة» أو «النبض الموجي ثلاثي القمم«.

## التشخيص
يعتمد تشخيص اعتلال العضلة القلبية الضخامي على خصائص العملية المرضية. تتضمن الوسائل التشخيصية استخدام تخطيط صدى القلب، والقسطرة القلبية، وتصوير القلب بالرنين المغناطيسي، وهناك وسائل أخرى يجب أن تؤخذ بعين الاعتبار كتخطيط القلب، والفحص الجيني (لكن استخدامه غير أساسي للتشخيص)، وأي تاريخ عائلي لاعتلال عضلة القلب الضخامي أو الوفاة المفاجئة غير المفسرة لأفراد أصحاء.
يمكن اكتشاف النبض المشطور في أثناء الفحص السريري للمريض في بعض الأحيان.

### ساد أو غير ساد
يعتمد تصنيف اعتلال عضلة القلب الضخامي إلى ساد أو غير ساد على مدى التشوه التشريحي للقلب الطبيعي، وما إذا كان يسبب انسداد تدفق الدم من البطين الأيسر للقلب.
- كان اعتلال العضلة القلبية الضخامي الساد معروفًا تاريخيًا باسم التضيق تحت الأبهري الضخامي مجهول السبب والتضخم الحاجزي غير المتماثل.
- يكون اعتلال عضلة القلب الضخامي غير ساد عندما تكون الضخامة قمية،[11] ويُسمى هذا النمط من اعتلال العضلة القلبية الضخامي أيضًا بمتلازمة ياماغوتشي، أو تضخم ياماغوتشي، الموصوف لأول مرة لدى أفراد من أصل ياباني.

### قسطرة القلب
عند قسطرة القلب، يمكن وضع القسطرة في البطين الأيسر والشريان الأبهر الصاعد لقياس فرق الضغط بين هذه البنى. عند الأفراد الطبيعيين، يتساوى الضغط في الشريان الأبهري الصاعد والبطين الأيسر في أثناء انقباض البطين، ويكون الصمام الأبهري مفتوحًا. في حين أن الأفراد المصابين بتضيق الأبهر أو اعتلال عضلة القلب الضخامي المترافق بمدروج تدفق الدم الخارج من القلب يكون لديهم مدروج ضغط (فرق أو اختلاف في الضغط) بين البطين الأيسر والأبهر؛ إذ يكون الضغط في البطين الأيسر أعلى من الضغط في الأبهر. يمثل هذا المدروج درجة الانسداد التي يجب التغلب عليها لإخراج الدم من البطين الأيسر.
لوحظت علامة بروكنبروف – براونفالد – مورو لدى الأفراد الذين يعانون من اعتلال عضلة القلب الضخامي مع مدروج تدفق الدم الخارج من القلب. يمكن استخدام هذه العلامة لتمييز اعتلال عضلة القلب الضخامي عن تضيق الأبهر؛ ففي الأفراد الذين يعانون من تضيق الشريان الأبهر، سيكون الانقباض البطيني التالي لضربة بطينية باكرة أكثر قوة، وسيكون الضغط الناتج في البطين الأيسر أعلى بسبب العائق الثابت الذي يمثله الصمام الأبهري المتضيق، في حين ستزداد درجة الانسداد عند الأفراد المصابين باعتلال عضلة القلب الضخامي أكثر من ازدياد قوة الانقباض في الضربة التالية للضربة البطينية الباكرة، والنتيجة هي ارتفاع ضغط البطين الأيسر وانخفاض ضغط الأبهر الصاعد مع ارتفاع مدروج تدفق الدم الخارج من البطين.
تكون علامة بروكنبروف – براونفالد – مورو واضحة بشكل كبير باستخدام القسطرة المتزامنة داخل القلب وداخل الشريان الأبهري، ويمكن رؤيتها في الفحص البدني الروتيني كتناقص في ضغط النبض في الضربات التالية للضربة البطينية الباكرة لدى الأفراد المصابين باعتلال عضلة القلب الضخامي.

## العلاج

### الأشخاص غير العرضيين
لا يملك عدد كبير من الأشخاص المصابين باعتلال عضلة القلب الضخامي أي أعراض، وقد يملكون متوسط عمر متوقع طبيعي، لكن يجب عليهم تجنب الأنشطة الشاقة وألعاب القوى التنافسية، وتجب معاينتهم بحثًا عن عوامل خطر منبئة باحتمالية حدوث الموت القلبي المفاجئ. يجب تجنب الحالات التي تسبب التجفاف أو توسع الأوعية (مثل استخدام الموسعات الوعائية أو المدرات البولية) لدى الأفراد المصابين بالانسداد المحرض أو غير المحرض. لا يستطب العلاج المخفف للضخامة الحاجزية لدى الأشخاص غير العرضيين.

### العلاج الدوائي
إن الهدف الأساسي من العلاج الدوائي هو تخفيف الأعراض كالألم الصدري وضيق النفس والخفقان. تُعتبر حاصرات بيتا أدوية الخط الأول، لأنه بإمكانها أن تبطئ معدل ضربات القلب وتقلل النبض المنتبذ (خوارج الانقباض). يمكن استخدام حاصرات قنوات الكالسيوم غير ثنائية الهيدروبيريدين (مثل فيراباميل) عند الأشخاص الذين لا يستطيعون أخذ حاصرات بيتا، ولكنها قد تكون ضارة لدى الأشخاص الذين يعانون انخفاضَ ضغط الدم أو ضيقًا شديدًا في النفس عند الراحة. تقلل هذه الأدوية معدل ضربات القلب، ولكن يجب استخدامها بحذر عند الأشخاص الذين يعانون انسدادًا شديدًا في تدفق الدم الخارج من القلب، وارتفاع الضغط الإسفيني الشعيري الرئوي، وانخفاض الضغط. يجب تجنب حاصرات قنوات الكالسيوم ثنائية الهيدروبيريدين عند الأشخاص الذين يملكون أدلة وعلامات تشير إلى النمط الساد من اعتلال العضلة القلبية الضخامي. يمكن استخدام الديسوبيرامايد (من حاصرات قنوات الصوديوم) عند الأشخاص الذين لم تخفف الأدوية المذكورة أعلاه أعراضَهم. يمكن أخذ استخدام مدرات البول بعين الاعتبار عند الأشخاص الذين يملكون علامات تشير إلى تحميل مفرط للسوائل (فرط حمل)، ولكن يجب استخدامها بحذر شديد لدى الأشخاص الذين يملكون أدلة وعلامات تشير إلى النمط الساد من اعتلال العضلة القلبية الضخامي. يمكن التفكير في العلاجات الغازية في حال بقاء الأعراض رغم العلاج الدوائي. يمكن استخدام الفينيليفرين عن طريق الوريد (أو أي نوع آخر من المقبضات الوعائية النقية) في حال انخفاض ضغط الدم الشديد لدى الأفراد الذين يعانون اعتلال عضلة القلب الضخامي الساد غير المستجيبين على إعطاء السوائل.

## الإنذار
خلصت مراجعة منهجية في عام 2002 إلى ما يلي: «يسبب اعتلال عضلة القلب الضخامي بشكل عام معدل وفيات سنويًا يبلغ حوالي 1 ٪ ... وقد يؤدي إلى أعراض مهمة ووفاة مبكرة ولكنه لا يسبب عادةً أي عرقلة للحياة أو مجرد إعاقة خفيفة نسبيًا ويكون متوسط العمر المتوقع طبيعي». 

## الأطفال
قد يكون اعتلال عضلة القلب الضخامي موجودًا في وقت مبكر من العمر ومن المحتمل أن يكون خلقيًا، لكن مشاهدته أمر غير شائع عند الأطفال بسبب غياب الأعراض أو عدم اكتمالها أو تأخر ظهورها حتى مرحلة البلوغ. تأتي معظم المعلومات الحالية المتعلقة باعتلال عضلة القلب الضخامي من الدراسات التي أجريت على السكان البالغين، بينما لا تكون تلك المعلومات مثبتة لدى الأطفال. ومع ذلك، كشفت الدراسات الحديثة حول أمراض القلب عند الأطفال أن اعتلال عضلة القلب الضخامي يمثل نحو 42 ٪ من أمراض القلب لدى الأطفال مع معدل إصابة سنوي يقدر بنحو 0.47 لكل 100000 طفل. إضافةً إلى ذلك، يعتبر الموت المفاجئ لدى الأطفال أحد أكثر المضاعفات المخيفة في الحالات غير المصحوبة بأعراض. وبالتالي، يوصى بفحص أطفال الأفراد المصابين باعتلال عضلة القلب الضخامي في جميع مراحل الطفولة للكشف عن التشوهات القلبية في مرحلة مبكرة على أمل منع مضاعفات المرض. 
عمومًا، يُشخَّص اعتلال عضلة القلب الضخامي أثناء تقييم الطفل الذي يعاني من النفخات وفشل القلب الاحتقاني والإرهاق البدني وبالاختبارات الجينية لأطفال الأفراد المصابين. يُستخدم مخطط صدى القلب على وجه التحديد كأداة تشخيصية غير غازية لدى جميع الأطفال تقريبًا. يقيم مخطط صدى القلب حجم البطينات القلبية وسماكة جدرانها ويقيم كذلك الوظيفة الانقباضية والانبساطية للقلب ومدى الإعاقة التي يواجهها تدفق الدم الخارج من القلب. ولهذا، يعتبر مخطط صدى القلب وسيلة مثالية للكشف عن السماكة المفرطة لجدران القلب المشاهدة في اعتلال عضلة القلب الضخامي.
تهدف استراتيجيات العلاج في حالة الأطفال الذين يعانون من اعتلال عضلة القلب الضخامي إلى تقليص أعراض المرض وخطر الموت المفاجئ. تُعدّل الخطط العلاجية عادةً وفقًا لاحتياجات الفرد بسبب عدم تجانس أعراض المرض لدى جميع الأفراد. تعمل حاصرات بيتا على تحسين امتلاء البطين الأيسر وانبساطه وبالتالي تفيد في تحسين الأعراض. بيّنت الدراسات أيضًا فعالية استخدام حاصرات بيتا (كالبروبرانولول مثلًا) للحد من خطر الموت المفاجئ لدى بعض الأطفال. إضافةً إلى ما سبق، يمكن استخدام حاصرات قنوات الكالسيوم (كالفيراباميل مثلًا) والعقاقير المضادة لاضطرابات النظم كعلاج مساعد لحاصرات بيتا في حالة الأطفال الذين يعانون من أعراض المرض. ومع ذلك، توجد حاجة إلى إجراء المزيد من الاختبارات لتحديد فوائدها بشكل حاسم.